# ТехноК
«ТехноК»  (TechnoK) — торгова марка виробника дитячої іграшки в Україні компанії «Інтелком».

## Історія
- 1995 рік — компанія Інтелком випускає перші іграшки під брендом «ТехноК»[1].
- 1998 рік — іграшки вперше були представлені на міжнародній виставці «Baby EXPO».
- 2001 рік — надрукований перший каталог продукції формату А5, 10 сторінок, 19 артикулів іграшок.
- 2002 рік — перше відвантаження продукції на експорт.
- 2004 рік — торговий знак «ТехноК» зареєстрований в Україні. А у 2016 — у країнах Європейського Союзу.
- 2004 рік — перше відвантаження до Словаччини.
- 2004 рік — настільна гра «Хокей» отримала диплом «Краща іграшка року».
- 2004 рік — спільно з угорською компанією «Metlkar» розпочато виробництво іграшки «Автомобіль для прогулянок».
- 2006 рік — зареєстровано домен «intelkom.net.ua».
- 2007 рік — отримане свідоцтво про присвоєння префікса підприємства в міжнародній системі EAN-UCC міжнародної асоціації GSI.
- 2010 рік — введено в експлуатацію 4-поверховий виробничий корпус.
- 2013 рік — вперше запроваджено застосування у виробництві іграшок технології IML (In-Mould Labeling) — «етикетка, що вплавляється».
- 2014 рік — введено в експлуатацію новий цех ТПА.
- 2015 рік 
  - введено в експлуатацію новий високотехнологічний склад.
  - графічне зображення торгового знаку "ТехноК" змінене з кириличного на латинське "TechnoK". До зображення торгового знаку додане слово  "Toys"
- 2015 рік — введено в експлуатацію високоточний 5-ти координатний оброблювальний центр DMG (Німеччина).
- 2015 рік — введено в експлуатацію цех ТПА фірми Haitian.
- 2016 рік
  - модельна лінійка іграшок «Автомобіль для прогулянок ТехноК» 2015 року (автор дизайну Любомира Борин) стала переможцем VIII Національного конкурсу дитячої іграшки в номінації «Краща іграшка 2016». Підприємство також отримало перемогу в номінації «Кращий асортимент».[2]
  - компанія вперше представила свою продукцію на міжнародній виставці «Spielwarenmesse», яка щорічно проходить у м. Нюрнберг, Німеччина.[3][4][5]
  - надрукований каталог продукції формату А-4, 92 сторінки, майже 400 найменувань продукції.
  - розпочав роботу власний YouTube канал.[6]
  - компанія впровадила програму енергоефективності, основою якої є використання сонячної енергії.[7]
  - торговий знак "TechnoK" пройшов реєстрацію згідно Мадридської угоди про реєстрацію торгових знаків.
- 2017 рік — ТОВ Інтелком введено в експлуатацію нова 3-ох поверхова будівля для офісних приміщень та виробничих потужностей.
  - модельний ряд іграшок під брендом ТехноК збільшився до 450 найменувань
- 2018 рік — успішно завершено проєкт будівництва дахової сонячної електростанції під «Зелений тариф» компанією «Екотехнік Україна Груп» 1-3 черги  потужністю — 199,94 кВт.
- 2019 рік - завдяки освоєнню нової технології тамподруку, значно розширена лінійка іграшок Технок для віікової категорії 1+.
  - іграшки ТМ ТехноК стають ще ближче до малюків -відкрито фірмовий інтернет-магазин www.technok.ua
  - введено в експлуатацію 4 чергу сонячної електростанції. Загальна потужність склала 552,125 кВт. Детальніше на сайті solar.intelkom.net.ua
  - Іграшка «Кухня з набором посуду ТехноК», арт. 6061  отримала диплом «Краща іграшка 2019року».
- 2020 рік - іграшки ТМ ТехноК вже вп'яте були представлені на авторитетній міжнародній виставці Spielwarenmesse, яка святкувала в цьому році своє 70-річчя.
  - Іграшка «Кухня ТехноК» з електронним модулем отримала  1 місце в номінації «Краща сюжетна іграшка 2020року». 2 місце у номінації  «Краща транспортна іграшка» - іграшка «Самоскид ТехноК».
  - Іграшки ТехноК почали експортуватися до Канади.
  - Іграшки,що продаються в торговій мережі Польщі "Biedronka" пройшли випробовування згідно протоколів FFU.
- 2021 рік - іграшка "Візочок для супермаркету ТехноК" перемогла у номінації "Краща гра сюжетних ігор 2021 року"
  - Завершено будівництво нових виробничих та складських приміщень ТОВ "Інтелком", що дасть змогу збільшити виробництво іграшки бренду ТехноК.
  - Розпочато виробництво  нової лінійки іграшок для купання зі спеціального гіпоалергенного матеріалу – пластизолю. Іграшки з даного матеріалу м'які, міцні та приємні на дотик, без різкого запаху.
  - ТОВ "Інтелком" нагороджений відзнакою "Кращий роботодавець 2021 року"
- 2022 рік - бестселером року став металічний конструктор "Мрія" з 1110 деталей, який уособив в собі мрію українців про відродження легендарного літака
  - Розпочато виробництво лінійки товарів для немовлят. Першими виробами в цій лінійці стали гризунці, ванночки для купання та підставки.
  - Вступила в дію нова лінія порошкового фарбування деталей металевого конструктору
  - Освоєна ультразвукова зварка пластмаси в процесі виготовлення іграшки.
  - Виготовлено лімітовану серію конструктор "Герб України"[8] (перший набір з серії "Патріотична Україна")
- 2023 рік:
  - Виготовлено металевий конструктор у вигляді масштабної моделі літака-винищувача F-16.

У листопаді 2023, у журналі Forbes Україна було опубліковано інтерв'ю зі співзасновником компанії.

## Продукція
Сьогодні компанія спеціалізується на виробництві ігор у різноманітних категоріях: від настільних ігор до дитячого транспорту. Перші іграшки — класичні кубики з українською та російською абетками — вийшли на ринок в 1995 році. В цей період виробництво здійснювалося на потужностях ПП «Технокомп», Івано-Франківськ. Ринок України на той момент в основному був зайнятий імпортною продукцією. Перші вироби визначили головні принципи компанії — створення дитячої іграшки, яка відповідає всім вимогам стандартів якості та безпеки.
У 2015 році торгова марка «ТехноК», що з 2000 року представлена на ринку компанією «Інтелком», відсвяткувала своє 20-річчя. За цей час виробництво з невеликої приватної фірми з кількома десятками працівників перетворилося на велику компанію, збільшилися виробничі площі та потужності, удосконалилася технологія, розширився асортимент продукції.
На сьогодні іграшки «ТехноК» можна придбати в Україні, товари експортуються також у Молдову, Болгарію, Казахстан, Угорщину, Словаччину, Польщу, Литву, Латвію, Естонію, Канаду, США та ін. Особливою популярністю користуються розвиваючі іграшки та конструктори, автомобілі для прогулянок та гойдалки, настільні ігри та іграшковий посуд.
У виробництві застосовуються сучасні технічні рішення. Так, наприклад, вперше в Україні у 2013 році для виробництва іграшки застосовано технологію IML (безпосередня інжекція малюнка на виріб). На підприємстві впроваджена система управління якістю ISO 9001, всі іграшки сертифіковані в Україні, у країнах Митного та Європейського Союзів. Випробовування для Європи проводились в авторитетній організації TÜV і отримали високу оцінку безпеки.
Компанія охопила всі ланки в процесі створення нових іграшок від ідеї, проектування до виробництва і доставки продукту до покупця.

#### Відео
- ТехноК (10 листопада 2023). 9598 Оглядове відео Іграшки конструктор металевий «Літак F16» на YouTube
- ТехноК (10 листопада 2023). 9598 Детальна інструкція Іграшки конструктор металевий «Літак F16» на YouTube